# Ancistrocerus laminiger
Ancistrocerus laminiger är en stekelart som först beskrevs av Giovanni Gribodo.
Ancistrocerus laminiger ingår i släktet murargetingar, och familjen Eumenidae. Inga underarter finns listade i Catalogue of Life.